# Nanawa
Nanawa é um município do Paraguai, departamento Presidente Hayes. Possui 5.457 habitantes. Sua economia é baseada na agricultura.

## Transporte
O município de Nanawa é servido pela seguinte rodovia:
- Ruta 12, que liga a cidade de Villa Hayes ao Parque Nacional Tinfunqué.[1][2][3]